# Solitary Man
Pour plus de détails, voir Fiche technique et Distribution.
Solitary Man ou Un homme sans exception au Québec, est un film américain réalisé par Brian Koppelman et David Levien, sorti en 2009.

## Synopsis
L'histoire d'un concessionnaire qui cumule les problèmes professionnels et sentimentaux.

## Fiche technique
- Titre original : Solitary Man
- Réalisation : Brian Koppelman et David Levien
- Scénario : Brian Koppelman
- Musique : Michael Penn
- Directeur de la photographie : Alwin H. Kuchler
- Montage : Tricia Cooke
- Distribution des rôles : Avy Kaufman
- Création des décors : Robert Pearson (en)
- Direction artistique : Doug Huszti
- Décorateur de plateau : Regina Graves
- Création des costumes : Jenny Gering et Ellen Mirojnick
- Producteurs : Heidi Jo Markel, Paul Schiff (en) et Steven Soderbergh
- Sociétés de production : Millennium Films et Smartest Man Productions
- Pays :  États-Unis
- Genre : Comédie dramatique
- Format : 1.85:1 - Format 35 mm - Son Dolby Digital
- Langues : anglais, espagnol
- Durée : 90 minutes
- Dates de sortie en salles : 
  -  Canada : septembre 2009 (Festival international du film de Toronto) • 2 juillet 2010 (Toronto)
  -  États-Unis : 21 mai 2010 (sortie limitée)
- Dates de sortie vidéo : 
  -  Royaume-Uni : 20 septembre 2010 (première DVD)
  -  France : 16 août 2011 (première DVD), (Blu-Ray)[2]

## Distribution
- Michael Douglas (VF : Patrick Floersheim[3], VQ : Marc Bellier) : Ben Kalmen
- Mary-Louise Parker (VF : Vanina Pradier, VQ : Marie-Andrée Corneille) : Jordan Karsch
- Jenna Fischer (VF : Amélie Gonin, VQ : Geneviève Désilets) : Susan Porter
- Imogen Poots (VF : Karine Foviau) : Allyson Karsch
- Jesse Eisenberg (VF : Yoann Sover[3], VQ : Hugolin Chevrette) : Cheston
- Susan Sarandon (VF : Béatrice Delfe[3], VQ : Claudine Chatel) : Nancy Kalmen
- Danny DeVito (VF : Philippe Peythieu[3], VQ : Sylvain Hétu) : Jimmy Merino
- Richard Schiff (VF : Philippe Bellay, VQ : Jean-Luc Montminy) : Steve Heller
- Bruce Altman : Dr. Steinberg
- James Colby : Sergent John Haverford
- David Costabile (VQ : Tristan Harvey) : Gary Porter
- Anastasia Griffith (VQ : Geneviève Cocke) : Carol Solomonde
- Alex Kaluzhsky (VQ : Nicolas Bacon) : Ted Loof
- Ben Shenkman (VF : Lionel Tua, VQ : Antoine Durand) : Peter Hartofilias
- Jake Richard Siciliano (VF : Théo Benhamour, VQ : Alexis Plante) : Scotty
- Douglas McGrath : Dean Gittleson
- Olivia Thirlby : Maureen (non créditée)
- Sarah Stephens : l'amie d'Allyson au restaurant  (non créditée)

## Autour du film
- Pour la seconde fois, les noms de Michael Penn et Avy Kaufman apparaissent dans le générique d'un film. En 2008, ils ont déjà contribué à Sunshine Cleaning, où Penn est le compositeur de la musique, et Kaufman le distributeur des rôles.